# 盈月
盈月（英语：Waxing Moon）是指月球从新月到滿月的月相。开始，在太阳刚刚升起之后，就可以看到盈月的虧月相（新月和半月之间的月相），但是在天空中跟太阳的方向正好相反。一天天过去，月球朝着太阳升起的地方运行并逐渐变大，先变成一半，再变成虧眉月，最终变成完整的滿月。

## 资料来源
1. ↑  方, 怡. . 北京: 中国华侨出版社. 2013: 260页. ISBN 9787511341037.